# Нечаянська сільська рада
Неча́янська сільська́ ра́да —  орган місцевого самоврядування Нечаянської сільської громади в  Миколаївському районі Миколаївської області. Адміністративний центр — село Нечаяне.

## Загальні відомості
- Населення ради: 3 018 осіб (станом на 2001 рік)

## Географія
Нечаяне розташоване на лівому березі р. Березань, на відстані 35 км від районного центру та 40 км від обласного центру м. Миколаєва.

## Населені пункти
Сільській раді підпорядковані населені пункти:
- с. Нечаяне
- с. Іванівка
- с. Лук'янівка
- с. Мефодіївка
- с. П'ятихатки
- с-ще Радгоспне
- с-ще Червоноармійське

## Склад ради
Рада складається з 20 депутатів та голови.
- Голова ради: Вівчар Микола Миколайович
- Секретар ради: Сопільняк Ірина Сергіївна

### Керівний склад попередніх скликань
| Прізвище, ім'я, по батькові | Основні відомості                                                 | Дата обрання | Дата звільнення |
| --------------------------- | ----------------------------------------------------------------- | ------------ | --------------- |
| Цапенко Віктор Григорович   | Сільський голова, 1960 року народження                            | 26.03.2006   | 31.10.2010      |
| Вівчар Микола Миколайович   | Сільський голова, 1980 року народження, освіта вища, безпартійний | 31.10.2010   | Нині на посаді  |

Примітка: таблиця складена за даними сайту Верховної Ради України

### Депутати
За результатами місцевих виборів 2010 року депутатами ради стали:

#### За суб'єктами висування
| Суб'єкт висування           | Кількість обраних депутатів | %  |
| --------------------------- | --------------------------- | -- |
| Партія регіонів             | 11                          | 55 |
| Самовисування               | 4                           | 20 |
| Комуністична партія України | 3                           | 15 |
| Партія «Народна влада»      | 2                           | 10 |

#### За округами
| № округу                    | Прізвище, ім'я, по батькові       | Дата визнання обраним | Освіта  | Партійна приналежність | Відомості про обраного депутата                                          |
| --------------------------- | --------------------------------- | --------------------- | ------- | ---------------------- | ------------------------------------------------------------------------ |
| Комуністична партія України |                                   |                       |         |                        |                                                                          |
| 3                           | Мітіна Ольга Іванівна             | 03.11.2010            | вища    | позапартійна           | приватний підприємець                                                    |
| 6                           | Мінаков Михайло Вікторович        | 03.11.2010            | середня | позапартійний          | СП «Аскер», охоронець                                                    |
| 19                          | Лацановський Сергій Володимирович | 03.11.2010            | середня | позапартійний          | СП ОО «Нібулон», охоронець                                               |
| Партія «Народна влада»      |                                   |                       |         |                        |                                                                          |
| 14                          | Цурман Наталія Михайлівна         | 03.11.2010            | середня | позапартійна           | Іванівський дитячий садок, завідувачка                                   |
| 16                          | Гаркуша Іван Іванович             | 03.11.2010            | середня | позапартійний          | приватний підприємець                                                    |
| Партія регіонів             |                                   |                       |         |                        |                                                                          |
| 1                           | Свединська Людмида Михайлівна     | 03.11.2010            | середня | позапартійна           | Нечаянська СР, секретар                                                  |
| 2                           | Сопільняк Борис Васильович        | 03.11.2010            | середня | позапартійний          | пенсіонер                                                                |
| 4                           | Садова Галина Іванівна            | 03.11.2010            | вища    | позапартійна           | ВАТ «Веселінівський», приймальник молока                                 |
| 5                           | Мінаєв Володимир Семенович        | 03.11.2010            | середня | позапартійний          | Нечаянська СР, водій                                                     |
| 7                           | Ніколаєнко Тетяна Миколаївна      | 03.11.2010            | вища    | позапартійна           | Нечаянська СР, спеціаліст                                                |
| 8                           | Сопільняк Ірина Сергіївна         | 03.11.2010            | вища    | позапартійна           | Нечаянська загальноосвітня школа I-III ст., вчитель                      |
| 9                           | Вчерашній Олександр Юрійович      | 03.11.2010            | вища    | позапартійний          | Нечаянська ДЮСШ, тренер                                                  |
| 10                          | Левіна Олена Миколївна            | 03.11.2010            | середня | позапартійна           | Нечаянська амбулаторія загальної практики — сімейної медицини, медсестра |
| 11                          | Коваль Тетяна Олександрівна       | 03.11.2010            | вища    | позапартійна           | Нечаянська загальноосвітня школа I-III ст., директор                     |
| 13                          | Цвігун Василь Іванович            | 03.11.2010            | середня | позапартійний          | пенсіонер                                                                |
| 18                          | Заславська Ганна Василівна        | 03.11.2010            | середня | позапартійна           | пенсіонер                                                                |
| Самовисування               |                                   |                       |         |                        |                                                                          |
| 12                          | Мохова Ірина Дмитрівна            | 03.11.2010            | середня | позапартійна           | приватний підприємець                                                    |
| 15                          | Горлата Опьга Миколаївна          | 03.11.2010            | середня | позапартійна           | ЗАТ «Лакталіс-Миколаїв», приймальник молока                              |
| 17                          | Джавадова Ірина Вікторівна        | 03.11.2010            | середня | позапартійна           | приватний підприємець                                                    |
| 20                          | Дмитрієв Микола Миколайович       | 03.11.2010            | середня | позапартійний          | тимчасово не працює                                                      |

## Історія
Село Нечаяне заснував у 1792 році полковник Козлов, який після російсько — турецької війни одержав від царського уряду 6430 десятин землі. Тривалий час село називалось Козлово.
Першими жителями стали переселенці з Тульської та Рязанської губернії. У 1865 році в селі почала діяти земська школа. В 1910 році була заснована міністерська двокласна школа, але ще в 1917 році 80% населення були неписемними.
У січні 1918 року — обрано сільську Раду. Осінь 1918 року — створення комуни та Нечаянського виконкому.
В1929 році створено радгосп ім. Горького. В 1931 р. господарство мало 86 га землі (для порівняння, нині весь Миколаївський район має близько 89 га землі). В 1930 році відкрито сільський клуб. Діяла стаціонарна кіноустановка та радіовузол. В 1932 році збудовано приміщення середньої школи, в якій навчалось понад 400 учнів, працювала лікарня на 35 ліжок, діяв дитячий садок та ясла.
У 1932 році створено радгосп «Нечаянський», який став одним із найбільших радгоспів району:
— 36 тракторів, 28 комбайнів, 10 автомашин, добре устатковані майстерні, млин, олійня. Щороку радгосп засипав у державні засіки понад 10 тис.т хліба. Після нападу нациської Німеччини понад 300 жителів пішли до лав Червоної армії. 9 серпня 1941 року село захопили німецькі війська. 28 березня 1944 року — День визволення с. Нечаяне. 120 нечаянців відзначені орденами та медалями за мужність і відвагу на фронтах Німецько-радянської війни.
Імена 98 нечаянців, які загинули у боротьбі з загарбниками, увічнені на меморіальних дошках сільського пам'ятника.
Після звільнення села почалася відбудова. Поновили свою діяльність господарства та сільська рада.

## Економічний та соціальний розвиток
Пріоритети:
- організація роботи по виконанню завдань сільських Програм соціально — економічного та культурного розвитку сільської ради;
- забезпечення всебічного розгляду звернень громадян, порушених у них питань, оперативне їх вирішення, задоволення законних прав та інтересів громадян;
- організація роботи, пов'язаної з вирішенням питань зайнятості населення, охорони та умов праці, соціального захисту людей похилого віку, інвалідів та осіб, які перебувають в складних життєвих обставинах;
- організація надання державних допомог, субсидій, пільг, організація надомного обслуговування громадян;
- розвиток житлово — комунального господарства.

Раз на рік проводиться місячник по благоустрою, озелененню та проведення санітарного стану населених пунктів сільської ради. Приведено в належний стан кладовища, пам'ятники, вулиці населених пунктів сільської ради. Всі питання, які стосуються соціального захисту, побуту, медичного обслуговування та інші, вирішуються на місці сільським головою, соціальним працівником, працівниками виконавчого комітету та депутатами сільської ради. На території сільської ради затверджено 9 Програм, зокрема. Програми соціально — економічного та культурного розвитку сільської ради, які охоплюють всі важливі питання. Програми знаходяться на постійному контролі, розглядаємо їх на засіданнях виконавчого комітету та постійних комісій сільської ради.
На території Нечаянської сільської ради функціонують:
- Одне поштове відділення
- Філія Ощадбанку 5421/01
- ЗАЗС
- Функціонують 10 приватних магазинів

Водопостачання населення здійснюється 7 підземними свердловинами. Централізоване водопостачання мають чотири населених пункти.
Загальна площа Нечаянської сільської ради становить: 13723,1622 га
Орні землі-9809,1618 га
Земель загального користування 337,7780
Регулярно проводиться перевірка земельних ділянок.
Складено список землекористувачів присадибних ділянок. Зібрано матеріали стосовно діяльності сільгосп господарств, які отримали земельні ділянки для ведення товарного сільгосп виробництва.
Проводиться робота по оформленню кадастрової карти та присвоєнню кадастрових номерів присадибних ділянок. Проводиться інвентаризація земель запасу в межах населеного пункту.

### Торговельна мережа
Виконавчий комітет сільської ради сприяє розвитку всіх форм торгівлі. Працюють 10 приватних магазинів та 4 бари, торговельний павільйон в с. Нечаяне. Цех по переробці соняшника забезпечує потреби олією населення сільської ради.

## Освіта
На території сільської ради діє дві загальноосвітні школи І — III ступенів, де навчається 254 учні та працює 35 працівників:
— Нечаянська ЗОШ І — III ст.. — 137 учнів;
— Іванівська ЗОШ І — III ступенів — 57 учнів;
— Іванівський дошкільний навчальний заклад — 25 дітей, де працює 6 працівників. Завідувачка ДНЗ — Цурман Н. М.

## Культура
На території сільської ради працює сільський клуб в с. Іванівка та с-щі Радгоспне та будинок культури в с. Нечаяне. Діють дві сільські бібліотеки. Нечаянський будинок культури потребує капітального ремонту та поновлення матеріально — технічної бази.

### Архітектура
На території сільської ради в селі Нечаяне є культова сполука храм Спаса Преображення, із дзвіницями, столовою та корпусом із спальними приміщеннями.

## Спорт
На території сільської ради працює ДЮСШ, в якій тренується З футбольні команди — 60 дітей. Команди беруть участь у різноманітних спортивних змаганнях та турнірах, де неодноразово посідали призові місця. Спортивними формами забезпечені на 100%. Кошти з місцевого бюджету не виділялись. Лише на 2012 рік передбачено 3000 грн. на розвиток футболу.

## Охорона здоров'я
Медичне обслуговування населення сільської ради здійснює Нечаянська амбулаторія загальної практики сімейної медицини на 10 ліжок. В лікарні діє амбулаторія, лабораторія.
Нечаянська ДЛ та ФАПи утримуються за рахунок районного бюджету.

## Соціальний захист
Нечаянський центр обслуговує 7 наседених пунктів, в яких проживає 3043 чоловіка, з них:
- пенсіонерів — 434;
- багатодітних сімей — 36;
- одиноких на обслуговуванні — 16;
- одиноких матерів — 65;
- дітей-сиріт-10;
- інвалідів загального захворювання — 65;
- пільгової категорії — 651 чоловік.

В центрі працює два соціальних працівника, на надомному обслуговуванні 16 чоловік. Соціальний робітник обслуговує підопічних згідно графіку. На території сільської ради мешкає 631 сім'я, з них — 236 з дітьми. За звітний період призначено: вагітність та пологи — 19; опіка та піклування — 17; ДСД — 21; допомога одиноким матерям — 66; пенсія — 3; аліменти — 5;допомога при народжені
— 28; допомога до 3-х років — 146; субсидії — 75.
Проводиться постійне виявлення малозабезпечених громадян для надання адресної допомоги. Для проведення обстеження умов проживання залучаються працівники сільської ради та депутати. За звітний квартал проведено 56 актів обстеження.